# NGC 6837
NGC 6837 في الفهرس العام الجديد، هي مجرة، تقع في كوكبة العقاب. اكتشفت في 4 سبتمبر 1784 بواسطة ويليام هيرشل.

## روابط خارجية
- NGC 6837 على موقع ويكي سكاي: DSS2, SDSS, GALEX, IRAS, Hydrogen α, X-Ray, Astrophoto, Sky Map, Articles and images